# نيلافو (فلم)
نيلافو (بالإنجليزية: Nilavu) هو فيلمهو فيلم رومانسي مالايالامي هندي تم تصويره في البحرين من إنتاج عام 2010 تأليف وإخراج أجيث ناير. نيلافو هي جوهر تلمس قصة علاقة معرفة بين شخصين وحيدين يلتقيان عن طريق الصدفة. الفيلم ككل يدور حول الرابطة الغريبة التي تنشأ بينهما وكيف تتطور علاقتهما. الفيلم من بطولة كريشنان هاريداس (بالإنجليزية: Krishnan Haridas) بدور «هاري» وسونيتا نيدونغادي (بالإنجليزية: Sunita Nedungadi) بدور «لاكشمي» ويتمحور حول التعقيدات العاطفية لحياة المغتربين في الخليج.

## مواقع أخرى
- name= Nilavu The Hindu
- مقالات تستعمل روابط فنية بلا صلة مع ويكي بيانات
- Nilavu Gulf Daily News
- Daily Tribune News
- മലയാള മനോരമ - നിലാവ്